# Луций Сей Туберон
Луций Сей Туберон (на латински: Lucius Seius Tubero) e политик и сенатор на ранната Римска империя.
През 18 г. консули са Тиберий през януари (III) и Германик от януари до август (II). Луций Сей Туберон е от 1 февруари до юли 18 г. суфектконсул  заедно с Марк Ливиней Регул през май-юли.

## Биография
Туберон е син на преториански префект Луций Сей Страбон и първата му съпруга Елия, дъщеря на Квинт Елий Туберон. Така фамилията Сеии се сродява с фамилията Елии. Брат е на Луций Елий Сеян (от втория брак на баща му с Коскония Галита), който е осиновен от Секст Елий Кат и става брат на Елия Петина, втората съпруга на по-късния император Клавдий, която след смъртта на баща си живее при родния му баща и неин роднина Луций Сей Страбон. Туберон е внук по баща на Марк Сей Страбон и Теренция, сестра на Авъл Теренций Варон Мурена.
При Германик Туберон е легат през 16 г. в Германия. На 1 февруари 18 г. Туберон става суфектконсул до края на юли месец. През 24 г., въпреки тежкото му заболяване, е обвинен заедно с Гней Корнелий Лентул Авгур от Вибий Серен за „подбуда на врага и неспокойствие в държавата“. Двамата обаче са обявени за невинни от император Тиберий. След тях суфектконсули стават от август до декември Гай Рубелий Бланд и Марк Випстан Гал също от август до декември.